# Campionato mondiale giovanile di scherma 1957
Il Campionato mondiale juniores di scherma del 1957 ("1957 World Juniors Fencing Championships") è stato organizzato dalla Federazione internazionale della scherma e si è svolto a Varsavia in Polonia dal 20 al 22 aprile.
Nel fioretto, si sono aggiudicati i titoli del campionato mondiale il magiaro Mihály Fülöp, che ha battuto in finale il magiaro Laszlo Kamuti, e la magiara Ildikó Rejtő-Ujlaki-Sági che ha avuto la meglio sull'italiana Bruna Colombetti-Peroncini.
Nella spada il polacco Jerzy Wojciechowski ha battuto in finale l'italiano Gianluigi Saccaro, ottenendo il titolo mondiale juniores maschile..
Nella sciabola l'italiano Pierluigi Chicca prevale sul magiaro Zoltan Horvath.

## Podi

### Uomini
| Specialità  | Oro                 | Argento           | Bronzo            |
| Individuali |                     |                   |                   |
| Fioretto    | Mihály Fülöp        | Laszlo Kamuti     | Yuri Osipov       |
| Spada       | Jerzy Wojciechowski | Gianluigi Saccaro | Jacques F. Debeur |
| Sciabola    | Pierluigi Chicca    | Zoltan Horvath    | Tamás Mendelényi  |

### Donne
| Specialità  | Oro                      | Argento                    | Bronzo         |
| Individuali |                          |                            |                |
| Fioretto    | Ildikó Rejtő-Ujlaki-Sági | Bruna Colombetti-Peroncini | Else Ommerborn |

## Medagliere
| Pos.   | Nazione          | Oro | Argento | Bronzo | Totale |
| ------ | ---------------- | --- | ------- | ------ | ------ |
| 1      | Ungheria         | 2   | 2       | 1      | 5      |
| 2      | Italia           | 1   | 2       | 0      | 3      |
| 3      | Polonia          | 1   | 0       | 0      | 1      |
| 4      | Germania         | 0   | 0       | 1      | 1      |
| 4      | Belgio           | 0   | 0       | 1      | 1      |
| 4      | Unione Sovietica | 0   | 0       | 1      | 1      |
| Totale | Totale           | 4   | 4       | 4      | 12     |